# Tháng 12 năm 2012
Tháng 12 năm 2012 bắt đầu vào Thứ Bảy và kết thúc sau 31 ngày vào Thứ Hai.

## Chủ đề:Thời sự
| << Tháng 12 năm 2012 >> |    |    |    |    |    |    |
| CN                      | T2 | T3 | T4 | T5 | T6 | T7 |
|                         |    |    |    |    |    | 1  |
| 2                       | 3  | 4  | 5  | 6  | 7  | 8  |
| 9                       | 10 | 11 | 12 | 13 | 14 | 15 |
| 16                      | 17 | 18 | 19 | 20 | 21 | 22 |
| 23                      | 24 | 25 | 26 | 27 | 28 | 29 |
| 30                      | 31 |    |    |    |    |    |
|                         |    |    |    |    |    |    |

| Giới thiệu trang này |

| Sự kiện đang tiếp diễn                                                     |
| -------------------------------------------------------------------------- |
| - Đại Suy thoái - Khủng hoảng nợ công châu Âu - Khủng hoảng kinh tế Hy Lạp |

| Mới mất |
| --- |
| Tháng 12 - 30: Dennis Ferguson - 30: Rita Levi-Montalcini - 30: Beate Sirota Gordon - 29: Tony Greig - 29: William Rees-Mogg - 28: Václav Drobný - 27: Norman Schwarzkopf, Jr. - 26: Gerry Anderson - 26: Fontella Bass - 25: Jane Dixon - 25: Joe Krivak - 24: Richard Rodney Bennett - 24: Charles Durning - 24: Jack Klugman - 24: Dennis O'Driscoll - 23: Cristian Tudor - 22: Bill Leger - 22: Arthur Quinlan - 22: Mike Scaccia - 22: Arkady Vorobyov - 21: Shane McEntee - 19: Robert Bork - 19: Amnon Lipkin-Shahak - 19: Keiji Nakazawa - 19: Peter Struck - 18: Marcus Worsley - 17: Charlie Adam - 17: Daniel Inouye - 17: Laurier LaPierre - 17: Dina Manfredini - 16: Adam Ndlovu - 15: Páidí Ó Sé - 15: Patrick Ibrahim Yakowa - 14: Kenneth Kendall - 13: Willie Ackerman - 13: Maurice Herzog - 13: Abdesslam Yassine - 11: Ravi Shankar - 11: Walter Francis Sullivan - 11: Galina Vishnevskaya - 10: Iajuddin Ahmed - 10: Lisa Della Casa - 9: Patrick Moore - 9: Alex Moulton - 9: Jenni Rivera - 9: Norman Joseph Woodland - 8: Jerry Brown - 5: Dave Brubeck - 5: Elisabeth Murdoch - 5: Oscar Niemeyer - 4: Vasily Belov - 4: Miguel Calero - 4: Besse Cooper - 3: Fyodor Khitruk - 3: M. Mahroof - 1: Jovan Belcher - 1: Mitchell Cole |

| Xung đột tiếp diễn |
| --- |
| - Chiến tranh chống khủng bố - Hải tặc Somalia - Xung đột Ả Rập-Israel - Yemen trấn áp al-Qaeda - Chiến tranh Afghanistan - Bạo loạn ở miền Nam Thái Lan - Tranh chấp chủ quyền Biển Đông - Xung đột biên giới Campuchia–Thái Lan - Chiến tranh ma túy Mexico - Xung đột nội bộ tại Peru |

| sửa thanh bên |
|               |